# Épigastre
En anatomie, l'épigastre représente la région supérieure et moyenne de l'abdomen.
L'épigastre, ou région épigastrique, est donc la région située entre les deux hypocondres qui s'étend de l'apophyse xiphoïde jusqu'au-dessus de l'ombilic. C'est l'une des neuf parties de l'abdomen.

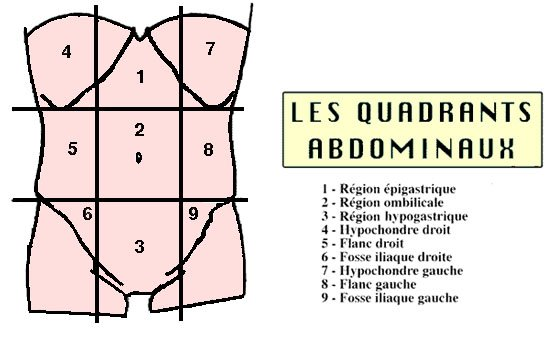
Division de l'abdomen en 9 parties.

## Contenu
- duodénum ;
- une partie du foie ;
- pancréas ;
- une partie de l'estomac.